# Człowiek nieciągły
Człowiek nieciągły – opowiadanie fantastyczne Anny Kańtoch z 2013 roku, nagrodzone Nagrodą im. Janusza A. Zajdla.
Opowiadanie ukazało się po raz pierwszy w antologii Pożądanie wydanej przez Powergraph. W 2014 na Polconie w Bielsku Anna Kańtoch otrzymała za Człowieka nieciągłego Nagrodę im. Janusza A. Zajdla w kategorii najlepsze opowiadanie.
Opowiadanie było także publikowane w antologii Nagroda im. Janusza A. Zajdla 2014 oraz w autorskim zbiorze opowiadań Światy Dantego. W 2018 ukazała się powieść Niepełnia, rozwijająca fabułę tekstu.